# Юріївка (Кропивницький район)
Ю́ріївка (до 2025 року — Юр'ївка) — село в Україні, у Кетрисанівській сільській громаді Кропивницького району Кіровоградської області. Населення становить 8 осіб.

## Історія
05 червня 2025 року відповідно до Постанови Верховної Ради України № 4483-IX село Юр'ївка було перейменовано на село Юріївка. Постанова набула чинності 18 червня 2025 року.

## Населення
Згідно з переписом УРСР 1989 року чисельність наявного населення села становила 36 осіб, з яких 18 чоловіків та 18 жінок.
За переписом населення України 2001 року в селі мешкало 8 осіб.

### Мова
Розподіл населення за рідною мовою за даними перепису 2001 року:
| Мова       | Відсоток |
| ---------- | -------- |
| українська | 75,00 %  |
| молдовська | 12,50 %  |
| російська  | 12,50 %  |